# Campeonato Sudamericano de Voleibol Femenino Sub-18 de 2006
El XV Campeonato Sudamericano de Voleibol Femenino Sub-18 se celebró del 3 al 8 de octubre de 2006 en la ciudad de Lima, Perú. Los equipos nacionales compitieron por dos cupos para el Campeonato Mundial de Voleibol Femenino Sub-18 de 2007 realizado en México.

## Equipos participantes
- Argentina
- Brasil
- Bolivia
- Chile
- Paraguay
- Perú
- Uruguay
- Venezuela

## Grupos
| Grupo A   | Grupo B   |
| --------- | --------- |
| Brasil    | Perú      |
| Venezuela | Argentina |
| Chile     | Uruguay   |
| Paraguay  | Bolivia   |

## Primera fase

### Grupo A
| Pos | Equipo    | PJ | PG | PP | SG | SP | PTS |
| --- | --------- | -- | -- | -- | -- | -- | --- |
| 1   | Brasil    | 3  | 3  | 0  | 9  | 0  | 6   |
| 2   | Venezuela | 3  | 2  | 1  | 6  | 3  | 5   |
| 3   | Chile     | 3  | 1  | 2  | 3  | 6  | 4   |
| 4   | Paraguay  | 3  | 0  | 3  | 0  | 9  | 3   |

#### Resultados
| Fecha    | Encuentro            | Resultado | Set   | Set   | Set   | Set | Set | Puntuación total |
| Fecha    | Encuentro            | Resultado | 1     | 2     | 3     | 4   | 5   | Puntuación total |
| -------- | -------------------- | --------- | ----- | ----- | ----- | --- | --- | ---------------- |
| 03-10-06 | Venezuela - Chile    | 3-0       | 25-17 | 25-12 | 25-21 |     |     | 75-50            |
| 03-10-06 | Brasil - Paraguay    | 3-0       | 25-14 | 25-08 | 25-06 |     |     | 75-28            |
| 04-10-06 | Venezuela - Paraguay | 3-0       | 25-19 | 25-13 | 25-08 |     |     | 75-40            |
| 04-10-06 | Brasil - Chile       | 3-0       | 25-15 | 25-19 | 25-17 |     |     | 75-51            |
| 05-10-06 | Paraguay - Chile     | 0-3       | 16-25 | 15-25 | 06-25 |     |     | 37-75            |
| 05-10-06 | Brasil - Venezuela   | 3-0       | 25-21 | 25-19 | 25-19 |     |     | 75-59            |

### Grupo B
| Pos | Equipo    | PJ | PG | PP | SG | SP | PTS |
| --- | --------- | -- | -- | -- | -- | -- | --- |
| 1   | Perú      | 3  | 3  | 0  | 9  | 0  | 6   |
| 2   | Argentina | 3  | 2  | 1  | 6  | 3  | 5   |
| 3   | Bolivia   | 3  | 1  | 2  | 3  | 6  | 4   |
| 4   | Uruguay   | 3  | 0  | 3  | 0  | 9  | 3   |

#### Resultados
| Fecha    | Encuentro           | Resultado | Set   | Set   | Set   | Set | Set | Puntuación total |
| Fecha    | Encuentro           | Resultado | 1     | 2     | 3     | 4   | 5   | Puntuación total |
| -------- | ------------------- | --------- | ----- | ----- | ----- | --- | --- | ---------------- |
| 03-10-06 | Argentina - Uruguay | 3-0       | 25-17 | 25-12 | 25-21 |     |     | 75-58            |
| 03-10-06 | Perú - Bolivia      | 3-0       | 25-13 | 25-09 | 28-26 |     |     | 78-48            |
| 04-10-06 | Bolivia - Argentina | 0-3       | 15-25 | 19-25 | 17-25 |     |     | 51-75            |
| 04-10-06 | Perú - Uruguay      | 3-0       | 25-08 | 25-08 | 25-13 |     |     | 75-29            |
| 05-10-06 | Uruguay - Bolivia   | 0-3       | 11-25 | 20-25 | 15-25 |     |     | 46-75            |
| 05-10-06 | Perú - Argentina    | 3-0       | 29-27 | 25-20 | 25-21 |     |     | 79-68            |

### Clasificación para la Fase Final
| – | Clasificado para competir del 1° al 4° lugar. |

## Fase final

### Final 1º y 3º puesto
|  | Semifinales | Semifinales |   |           | Final     | Final |  |
|  |             |             |   |           |           |       |  |
|  |             |             |   |           |           |       |  |
|  |             |             |   |           |           |       |  |
|  | Brasil      | 3           |   |           |           |       |  |
|  | Argentina   | 1           |   |           |           |       |  |
|  |             |             |   |           |           |       |  |
|  |             |             |   |           |           |       |  |
|  |             |             |   |           | Brasil    | 3     |  |
|  |             | Perú        | 0 |           |           |       |  |
|  |             |             |   |           |           |       |  |
|  |             |             |   |           |           |       |  |
|  |             |             |   |           | 3º puesto |       |  |
|  |             |             |   |           |           |       |  |
|  | Perú        | 3           |   | Argentina | 3         |       |  |
|  | Venezuela   | 0           |   |           | Venezuela | 2     |  |

#### Resultados
| Fase      | Fecha    | Encuentro             | Resultado | Set   | Set   | Set   | Set   | Set   | Puntuación total |
| Fase      | Fecha    | Encuentro             | Resultado | 1     | 2     | 3     | 4     | 5     | Puntuación total |
| --------- | -------- | --------------------- | --------- | ----- | ----- | ----- | ----- | ----- | ---------------- |
| Semifinal | 07-10-06 | Brasil - Argentina    | 3-1       | 25-23 | 20-25 | 25-22 | 25-21 |       | 95-91            |
| Semifinal | 07-10-06 | Perú - Venezuela      | 3-0       | 25-22 | 25-15 | 25-22 |       |       | 75-59            |
| 3° lugar  | 08-10-06 | Argentina - Venezuela | 3-2       | 23-25 | 25-13 | 25-22 | 20-25 | 15-11 | 108-96           |
| Final     | 08-10-06 | Brasil - Perú         | 3-0       | 25-19 | 25-21 | 25-19 |       |       | 75-59            |

## Posiciones Finales
| \| Pos \| Equipo \| \| --- \| --------- \| \| \| Brasil \| \| \| Perú \| \| \| Argentina \| \| 4 \| Venezuela \| \| 5 \| Chile \| \| 5 \| Bolivia \| \| 7 \| Uruguay \| \| 7 \| Paraguay \| | Campeón Brasil 12º Título |
| Pos | Equipo                    |
| | Brasil                    |
| | Perú                      |
| | Argentina                 |
| 4 | Venezuela                 |
| 5 | Chile                     |
| 5 | Bolivia                   |
| 7 | Uruguay                   |
| 7 | Paraguay                  |

## Distinciones individuales
- Most Valuable Player
  -  Leticia Raimundi (BRA)

| Predecesor: Ecuador 2004 | Campeonato Sudamericano de Voleibol Femenino Sub-18 Perú 2006 | Sucesor: Perú 2008 |

- Datos: Q11680465